# Ophiorrhiza chingii
Ophiorrhiza chingii är en måreväxtart som beskrevs av Hsien Shui Lo. Ophiorrhiza chingii ingår i släktet Ophiorrhiza och familjen måreväxter. Inga underarter finns listade i Catalogue of Life.